# Dolley Payne Todd Madison
Dolley Payne Todd Madison (20 maggio 1768 – Washington, 12 luglio 1849) è stata una first lady statunitense.

## Biografia

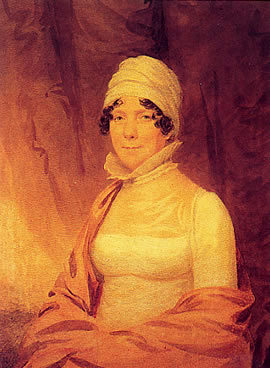
Dolley Madison alla fine della sua carriera come First Lady, nel 1817

Era la figlia di Mary Coles e John Payne Jr.
Sposa del quarto Presidente degli Stati Uniti, James Madison, First lady degli Stati Uniti dal 1809 al 1817. Nata nella Contea di Guilford prima di sposarsi con Madison ebbe già un altro matrimonio con John Todd (1790-1793), fino alla morte del marito.
Nel maggio del 1794, grazie all'amicizia di Aaron Burr James riuscì a conoscere la giovane vedova, i due avevano 17 anni di differenza. Il matrimonio venne sancito il 15 settembre 1794.